# Émile Bertrand (minéralogiste)
Pour les articles homonymes, voir Émile Bertrand et Bertrand.
Émile Bertrand (Paris, 21 avril 1844 - Paris, 3 juin 1910) est un ingénieur et minéralogiste français. Cofondateur de la Société française de minéralogie et de cristallographie, il est aussi l'inventeur de plusieurs instruments de musique.

## Carrière
En 1880, il fait une première analyse de la bertrandite, trouvée par le pharmacien nantais Charles Baret en 1875, et dont la description complète est réalisée en 1883 par Alexis Damour, qui donne le nom de Bertrand au minéral.
Il est l'inventeur de la friedélite.